# 細鱗藍鯛
細鱗藍鯛（学名：Azurina lepidolepis），又稱細鱗光鰓雀鯛，俗名為厚殼仔，為輻鰭魚綱鱸形目隆頭魚亞目雀鯛科的其中一種。

## 分布
本魚分布於印度洋太平洋區，包括東非、馬達加斯加、亞丁灣、馬爾地夫、斯里蘭卡、印度、安達曼海、泰國、馬來西亞、聖誕島、越南、澳洲北部、日本、台灣、菲律賓、印尼、密克羅尼西亞、帛琉、夏威夷、所羅門群島、斐濟、馬紹爾群島、美國加利福尼亞州、法屬波里尼西亞、加拉巴哥群島、厄瓜多、巴拿馬等海域。
常生活于港湾、礁湖以及及水深2-20米范围之珊瑚礁区域。该物种的模式产地在帝汶。

## 深度
水深2至43公尺。

## 特徵
本魚體呈淡褐色。前鰓蓋骨後緣光滑，頸部及背面鱗片基部有2枚小型副鱗。各鰭為灰褐色，背鰭鰭膜外緣有深色勾邊，尾鰭分深叉，其上下葉邊緣為黑藍色。背鰭硬棘11至13枚；軟條10至13枚；臀鰭硬棘2枚；軟條11至12枚。體長可達9公分。

## 生態
本魚主要生活在珊瑚礁或岩石海岸，利用小區域海水上升的力量，使許多動物性浮游生物或植物性浮游生物向上浮起，此魚就會成群捕食。

## 經濟利用
多為觀賞魚，不供食用。